# Spegelvänd skrift

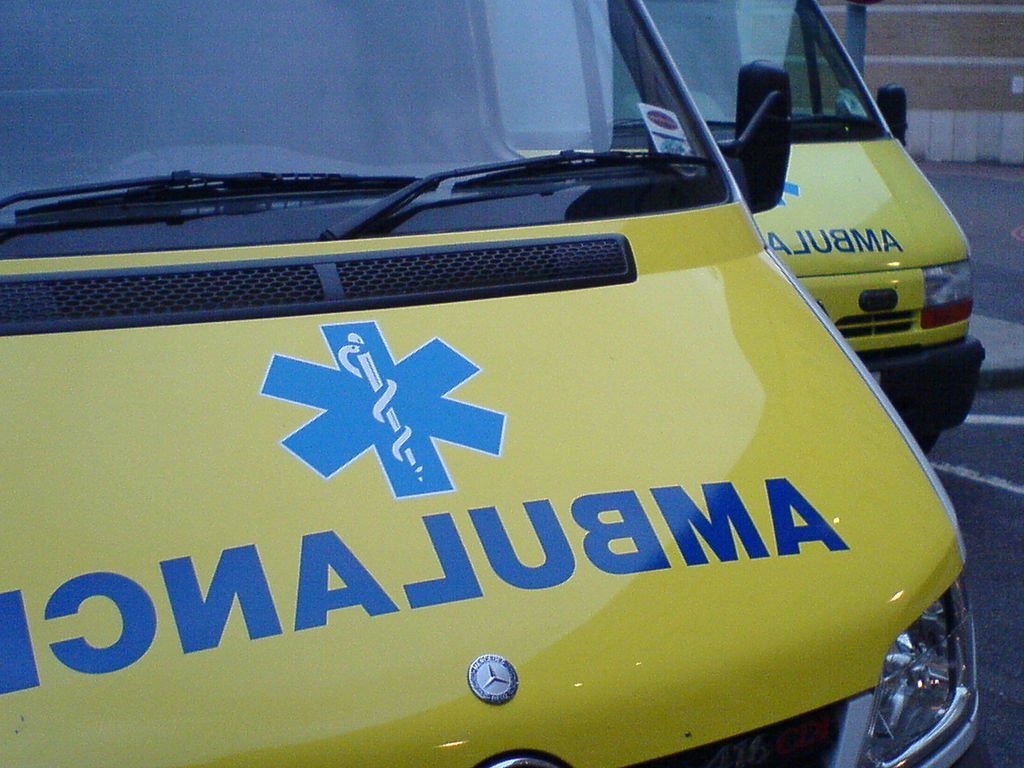
"AMBULANCE" skrivet spegelvänt på en ambulans i London.

Spegelvänd skrift är text som skrivs i motsatt riktning mot vad som förväntas i ett skriftspråk. Ibland används detta som en ytterst primitiv form av chiffer. I detta syfte har den spegelvända skriften använts av exempelvis Leonardo da Vinci.
Ett vanligt användningsområde är uppmärkning av ambulanser, där ordet "ambulans" skrivs med stora, spegelvända bokstäver på ambulansens front för att texten ska vara läsbar via framförvarande bilars backspeglar. Detta är vanligt i många länder i världen, men tillämpas inte i Sverige.